# Ясна Поляна (Юргинський округ)
Я́сна Поля́на (рос. Ясная Поляна) — присілок у складі Юргинського округу Кемеровської області, Росія.

## Населення
Населення — 9 осіб (2010; 12 у 2002).
Національний склад (станом на 2002 рік):
- росіяни — 92 %